# Řemešín

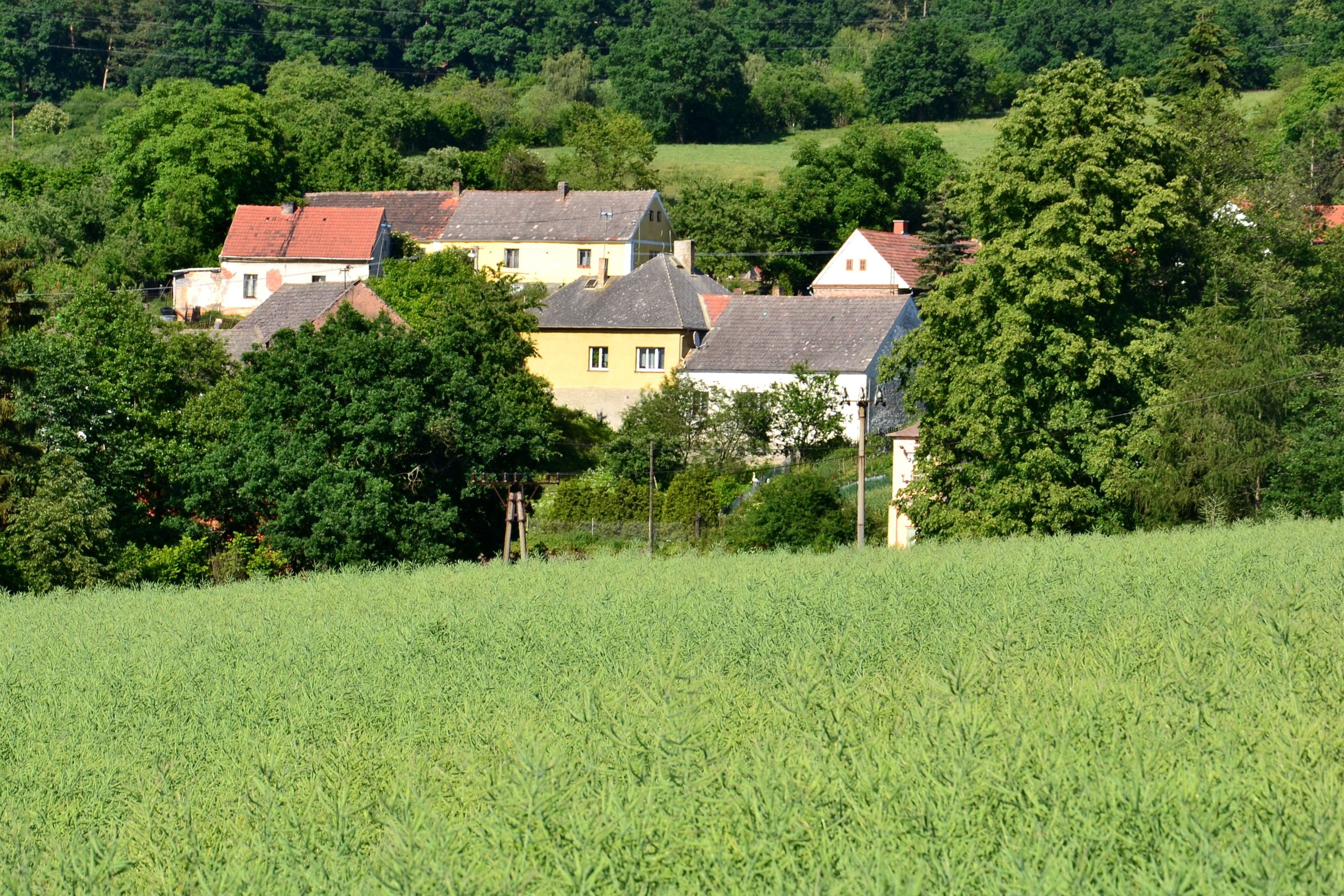
Řemešín

Řemešín (deutsch Remeschin) ist ein Ortsteil der Stadt Kralovice (deutsch Kralowitz) in der Region Plzeňský kraj im Okres Plzeň-sever in Tschechien.

## Geographie
Řemešín liegt nordöstlich von Mladotice und nordwestlich von Bukovina. Der Ort ist nur über eine Stichstraße erreichbar, die in nördlicher Richtung von der Verbindungsstraße Mladotice-Trojany abzweigt.

## Geschichte
Der Ort gehörte vor 1945 zum Gerichtsbezirk und Kreis Kralowitz im Bezirk Pilsen. 1991 hatte der Ort 38 Einwohner. Im Jahre 2001 bestand das Dorf aus 24 Wohnhäusern, in denen 25 Menschen lebten.

## Sehenswürdigkeiten
- Steinkreuz von 1872